# Критерии на Позер
Критериите на Позер са диагностични критерии за множествена склероза (МС). Те заменят по-старите критерии на Шумахер, които днес се смятат за остарели и на свой ред са заменени от новите критерии на Макдоналд. Все пак, някои от понятията, въведени от тях, са запазени при изследването на МС, например при „клинично определена МС“ (КОМС), а новите критерии често се съпоставят спрямо тях.
Авторите задават система от правила, чрез които може да се определят пет клинични състояния:
- КОМС;
- лабораторно потвърдена определена МС (ЛПОМС);
- клинично възможна МС (ЛВМС);
- лабораторно потвърдена възможна МС (ЛПВМС);
- липса на МС.

Диагностицирането по Позер за КОМС има чувствителност от порядъка на 87% (съотнесено към данните от аутопсия).

## Определение
Позер и колектив определят няколко понятия. Най-важните за диагнозата са:
- Атака – наличие на симптом на неврологична дисфункция за повече от 24 часа.
- Клинично доказателство – неврологична дисфункция доказуема при неврологично изследване.
- Параклинично доказателство – доказване на съществуването на клинично непроявени лезии в ЦНС.

## Диагноза и заключение
Критериите постулират пет клинични състояния:
1. КОМС – две атаки и някакви клинични или параклинични доказателства;
2. ЛПОМС – олигоклонални клъстери и клинични или параклинични доказателства;
3. ЛВМС;
4. ЛПВМС – две атаки са достатъчни за включване в категорията;
5. липса на МС – няма клинични доказателства за наличие на МС.

## Критерии
| Клинично състояние | Допълнителна информация                    | |
| ------------------ | ------------------------------------------ | --- |
| КОМС               | * Две или повече атаки (рецидива)          | Две клинични доказателства Едно клинично и едно параклинично доказателство                                                                                       |
| ЛПОМС              | * Поне една атака и олигоклонални клъстери | Две атаки и едно доказателство (клинично или пара клинично) Една атака и две клинични доказателства Една атака и едно клинично и едно параклинично доказателство |
| ЛВМС               | * Поне една атака                          | Две атаки и едно клинично доказателство Една атака и две клинични доказателства Една атака и едно клинично и едно параклинично доказателство                     |
| ЛПВМС              | * Две атаки                                | не се изискват повече доказателства |